# Davide Lot
Davide Lot (Alzano Lombardo, 2 luglio 1961 – Monopoli, 10 marzo 2021) è stato un cestista italiano.

## Biografia
Esordì in A2 con la Postalmobili Pordenone nel ruolo di guardia. In seguito giocò tre stagioni nella Pallacanestro Trapani contribuendo con le sue qualità di agonista a conquistare due promozioni consecutive, dalla B1 alla A1, della squadra granata.
Dopo il ritiro gli venne diagnosticata la malattia di Parkinson, che l'avrebbe poi stroncato il 10 marzo 2021 all'età di 59 anni.
Lasciò due figli maschi, Dario e Mauro.
Alla sua morte fu reso pubblico un piccolo aneddoto (raccontato da Arturo Mascio del Basket Venafro) sulla sua passione per il basket:
"Aprile 2002, mi squilla il cellulare. È Nicola.
«Artù, ho un paziente affetto da Parkinson giovanile, una brutta bestia da affrontare, che mi dice che da giovane è stato un buon giocatore di basket e mi chiede di portarlo in una palestra a vedere un allenamento e magari fare due tiri. Sta inguaiato assai, ma vorrei dargli questa gioia. Posso portartelo stasera in palestra?»
Ore 20.30: sto per iniziare l’allenamento della C2 di allora e vedo aprire la porta del palazzetto. Sorretto a spalla da 2 persone della Neuromed vedo entrare un signore attempato e mal messo, piegato su sé stesso, con scarpe AllStar d’annata senza lacci che penzolavano appesi al suo collo, calze lunghe vintage, pantaloncini ovviamente cortissimi e canotta sotto una felpa del glorioso Trapani Basket. Dalla porta d’ingresso alla prima panchina utile a bordocampo i tre ci mettono cinque minuti, con quello in pantaloncini, al centro, che arrancava a dir poco. Mi avvicino a loro, i due mi informano che il dottor Nicola Modugno sarebbe arrivato di lì a poco e mi lasciano lui, senza dirmi nulla. Con un po’ di imbarazzo mi presento, gli chiedo nome e che cosa volesse fare.
Mi farfuglia nome e cognome che non capisco, e mi fa segno di dargli qualche minuto per essere pronto. Pronto a cosa?!
Non si reggeva letteralmente in piedi, mi sembrava avesse più bisogno di un letto e di una flebo, e intanto stava cercando di infilare i lacci nelle scarpe ma il suo tremolio continuo ed incessante rendeva la cosa alquanto ardua. Per non mortificarlo gli faccio cenno che è tutto ok e intanto inizio il mio allenamento con la squadra, che ovviamente sapeva meno di me e si stava interrogando su chi potesse essere quel povero Cristo fuori dal campo.
Inizio il riscaldamento con un classico 4 angoli, esercizio che prevede 4 file di giocatori di cui 2 con palla in mano per fare dai e vai con le altre 2. Ad un certo punto vedo lui che piano piano si stava mettendo nella fila dei ricevitori sempre mezzo piegato su se stesso e tremolante dalla testa ai piedi. Immagino la scena con passaggio a lui, che mai avrebbe preso la palla, e denti che volano. Faccio segno a mio fratello Nicandro di abbinarsi con lui e di passargli la palla nel modo più lento possibile. Nicandro esegue con palla morbidissima…e qui inizia un’altra storia, magica, fantastica, quasi non credibile per chi quella sera non ebbe la fortuna e l’onore di esserci.
Appena la palla arriva nelle sue mani il suo corpo ha un sussulto, il tremolio si ferma, la schiena torna dritta facendoci vedere un atleta di 1.90m abbondanti, che ripassa la palla al nostro capitano in una maniera perfetta, una sassata vera e propria, come il manuale recita. Nicandro va a canestro, lui prende correttamente il rimbalzo e inizia a palleggiare e correre (!) verso l’altro lato del campo, passa la palla ad un altro giocatore, riceve il passaggio di ritorno, prende la palla e va a canestro saltando (!) verso il ferro e depositando la palla dolcemente nella retina.
Il dubbio mi assale: Nicola ha deciso di farmi un bello scherzetto, non può essere che quello che è entrato 20 minuti fa portato quasi a spalla da due uomini sia lo stesso che ora sta volando in campo, che piano piano inizia a fare canestro da ogni posizione, che sfida ridendo quelli più forti della squadra e li batte senza alcun problema. NON PUO’ ESSERE!
L’allenamento continua, io osservo lui che però, quando si ferma a bere, ritorna tremolante e claudicante. Per poi riprendere vigore e sicurezza appena torna in gioco, soprattutto con la palla in mano. Entra finalmente il Doc. Vedo che cerca il suo paziente tra le persone sedute a bordocampo e poi non trovandolo mi chiede dove fosse Davide e finalmente scopro il suo nome. Io gli indico quel demonio che dall’altra parte del campo stava distruggendo il mio quintetto più forte, sempre col sorriso sulle labbra e con la lingua perennemente di fuori, con un’espressione che non dimenticherò mai e che ancora oggi, a distanza di quasi 20 anni, mi dà la pelle d’oca per tutto il corpo. Modugno è incredulo, si commuove e mi fa: «Lo sapevo, lo sapevo, sta attivando i suoi schemi motori di base, sta usando la sua memoria cestistica e così la sua maledetta malattia viene per un attimo messa in panchina e lui torna quasi sano. Appena torna a fare cose non legate al basket come bere ecco che il Parkinson ricompare e il suo corpo regredisce. Incredibile!».
Finisce l’allenamento, Davide era un sorriso che camminava e contagiava tutti, pure il pallone stava ridendo e noi tutti eravamo di colpo entrati nel magico mondo di Davide Lot. Quella notte feci fatica ad addormentarmi, smanettai sul web e trovai tutta la fantastica carriera di quel ragazzo adorabile che per circa un anno riempì la mia vita, e di tutti quelli che ebbero l’immane fortuna di incrociarlo in palestra o in giro tra Venafro e Pozzilli."

## Palmarès

### Competizioni nazionali
Promozioni:
- 1989-90 -  Pall. Trapani dalla Serie B1 alla Serie A2
- 1990-91 -  Pall. Trapani dalla Serie A2 alla Serie A1